# Український (Єгорлицький район)
Український — хутір в Єгорлицькому районі Ростовської області.
Входить до складу Войновського сільського поселення.

## Географія

### Вулиці
- вул. Лиманна,
- пров. Шкільний.